# Leo Polak

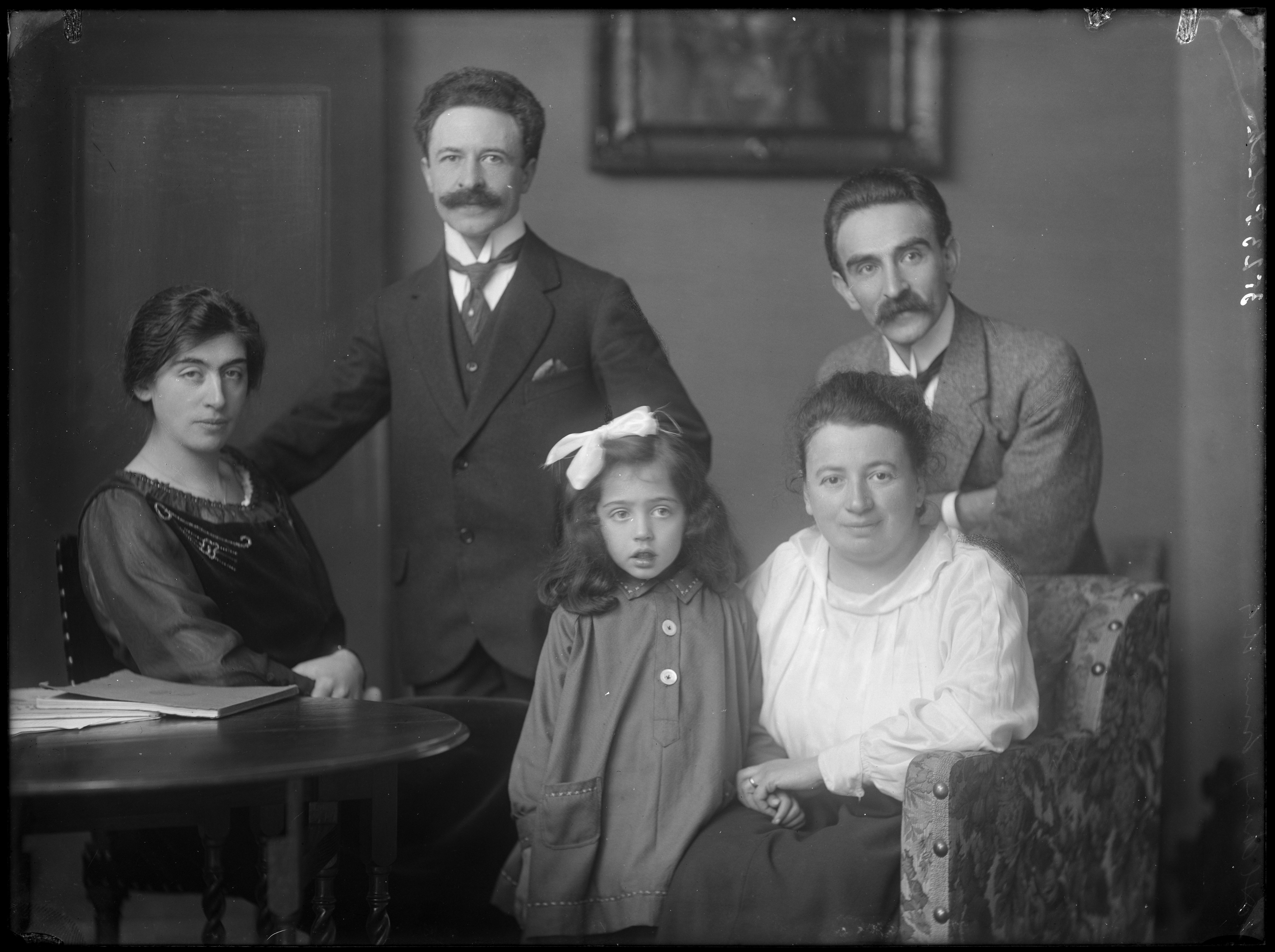
Leo en Henriette Polak met Willy Polak en diens eega Gesine en hun dochter Hans, 1917

Leonard (Leo) Polak (Steenwijk, 6 januari 1880 – Sachsenhausen, 9 december 1941) was een Nederlands filosoof, rechtsgeleerde en een bekende vrijdenker.

## Loopbaan
Polak studeerde aan de Universiteit van Amsterdam, onder meer bij G.A. van Hamel, en slaagde in 1903 cum laude voor het doctoraalexamen rechtsgeleerdheid. Hij promoveerde op 13 december 1921 bij Roelof Kranenburg cum laude op het proefschrift De zin der vergelding. Een strafrechts-filosofies onderzoek. Vanaf 1912 was hij privaatdocent in de kennisleer, later ook in de metafysica en de ethica. Ook gaf hij les aan de Nederlandsche Handels-Hoogeschool in Rotterdam en cursussen aan diverse volksuniversiteiten. In 1922 verleende de Rijksuniversiteit Groningen hem een eredoctoraat in de letteren en wijsbegeerte.
Hij trouwde in 1917 met Henriette Antoinette Schwarz (1893-1974), een van de erfgenamen van de essencefabriek Polak & Schwarz. Zij kregen drie dochters. Polak was een oom van de uitgever Johan Polak. In 1925 werd Leo Polak bijzonder hoogleraar aan de Universiteit Leiden in de wijsbegeerte van het recht.
In 1928 werd hij benoemd tot gewoon hoogleraar in de wijsbegeerte aan de Rijksuniversiteit Groningen, als opvolger van Gerard Heymans. Hij zou dit tot zijn dood blijven. Na 1910 werd hij actief in de vrijdenkerij voor de Vrijdenkersvereeniging De Dageraad (zijn eerste artikel dateert uit 1913). Hij gaf in 1931, 1932 en 1933 radiolezingen over diverse onderwerpen voor de Vrijdenkers Radio Omroepvereeniging (VRO). Hij was een vooraanstaand medewerker en adviseur van De Dageraad, maar voor zover bekend geen lid. Wel was hij voorzitter van de Nederlandse Atheïstenbond. Polak was tevens actief als raadslid voor de Volksuniversiteit in Groningen.

## Levenseinde en geestelijke erfenis
Polak was een van de vroege slachtoffers van de Holocaust. In november 1940 werd hij als hoogleraar van Joodse afkomst op non-actief gesteld. In december werd hem volgens zijn dagboek een professoraat aangeboden aan de New School for Social Research in New York, waarvoor het visum voor hem en zijn gezin al was geregeld. Hij sloeg het echter af. Op 15 februari 1941 werd hij gearresteerd. Hij was verraden door de toenmalige rector magnificus van de Groninger universiteit, de fervente pro-nazi Kapteyn. In een brief waarin Polak bezwaar maakte tegen zijn schorsing had hij de Duitse bezetter 'de vijand' genoemd. Kapteyn liet deze brief lezen aan de Duitse autoriteiten in het Scholtenhuis. Polak werd na een verblijf in de gevangenissen van Groningen en Leeuwarden in mei 1941 op transport gesteld naar kamp Sachsenhausen. Naar verschillende getuigenissen toonde hij grote geestkracht: hij gaf er zelfs nog college en hield tot op het laatst zijn dagboek bij. Op zijn leven werd het eerste decennium van de 21ste eeuw nieuw licht geworpen door onderzoek aan de Rijksuniversiteit Groningen naar deze dagboeken. Naar aanleiding daarvan werd in 2015 ook een expositie en een congres georganiseerd.
Polak overleed in Sachsenhausen op 9 december 1941 door interne bloedingen, toen hij daags na een complexe darmoperatie in het kampziekenhuis toch gedwongen werd om stenen te sjouwen in het kader van de dwangarbeid.

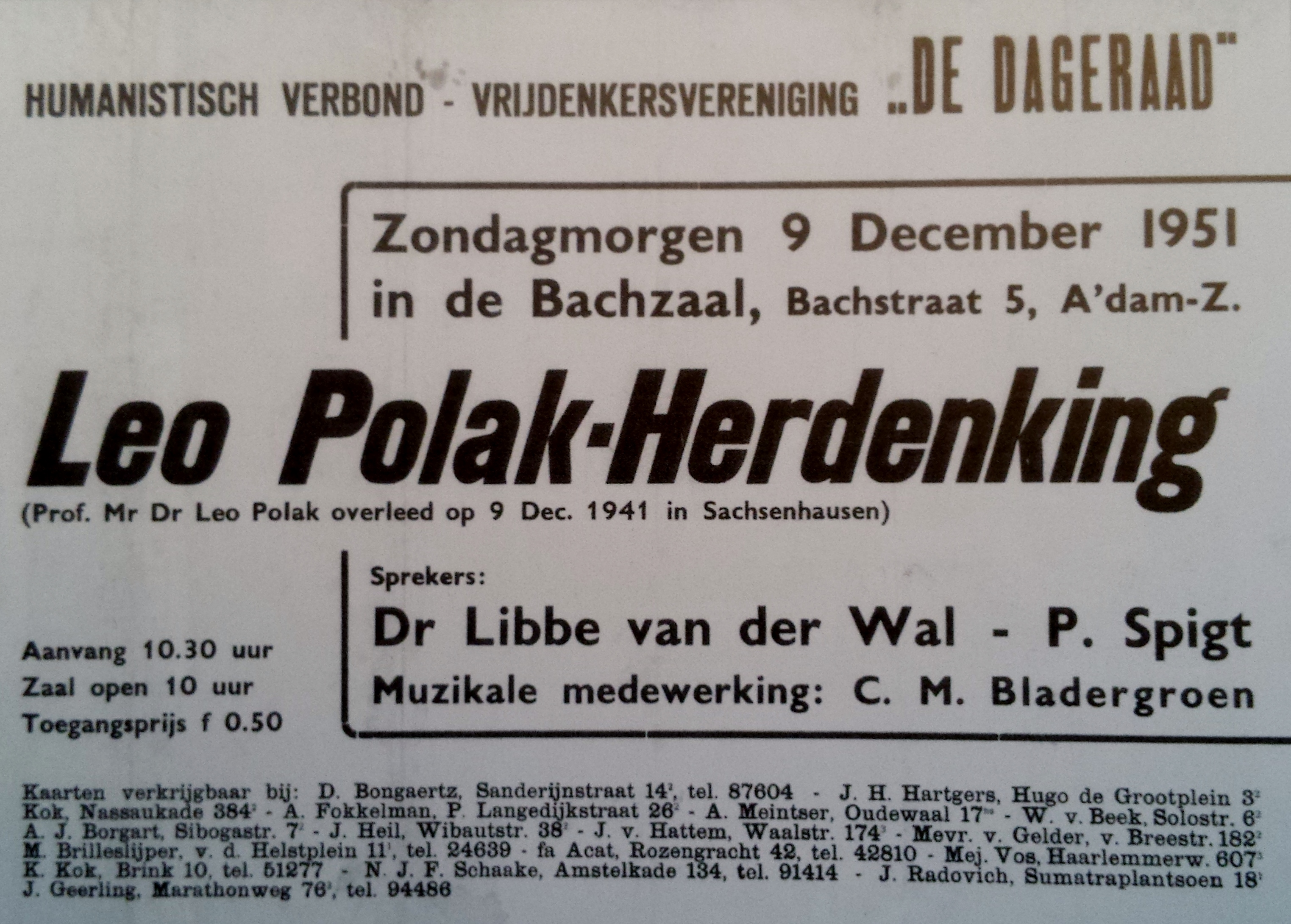
Herdenking Leo Polak in 1951

Zijn tweede dochter Henriëtte jr. ('Jetteke') (geboren te Amsterdam op 11 oktober 1921) nam ook deel aan het verzet. Zij werd in 1941 op straat in Groningen opgepakt en eerst naar Ravensbrück en vervolgens naar Auschwitz gedeporteerd, waar zij op 11 november 1942 stierf.
Henriette sr. en de twee andere kinderen, Bettina (geboren te Amsterdam, 23 maart 1919) en Annie ('Ans') (geboren te Amsterdam, 21 mei 1924), verlieten Groningen, kwamen in Nederlandse kampen terecht, doken onder en overleefden de oorlog. Henriette sr. verwierf na de oorlog vermaardheid als mecenas. Zij wordt wel de moeder van het Humanistisch Verbond genoemd. Ook behoorde zij onder meer tot de stichters van het humanistische A.H. Gerhardhuis in Amsterdam-Slotermeer, dat zorg droeg voor de huisvesting van buitenkerkelijke bejaarden, het Rosa Spier Huis in Laren, en het naar haar genoemde Museum Henriette Polak in Zutphen.

## Eerbewijzen

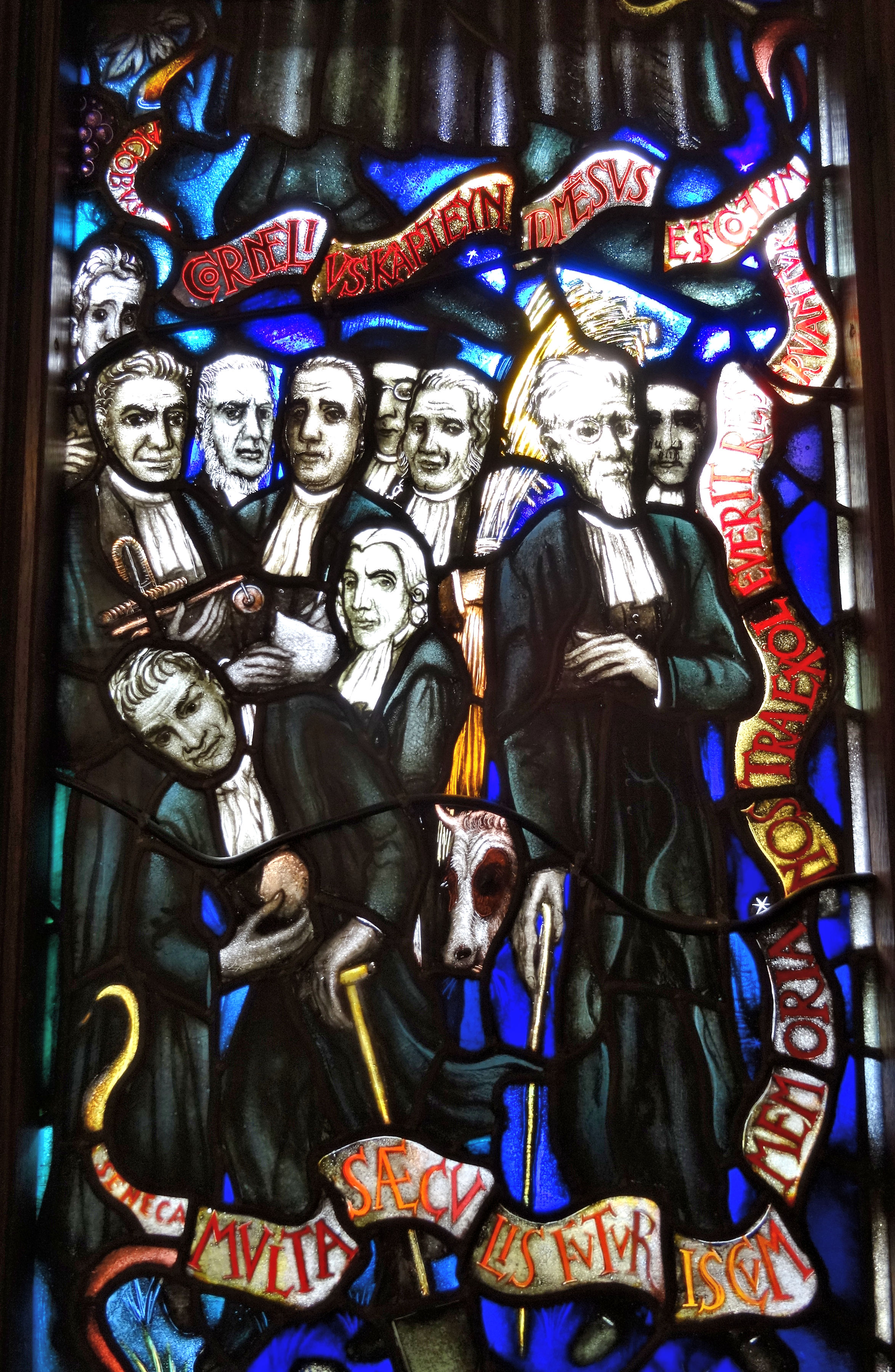
Polak in het gedenkraam in het Groningse Academiegebouw

- In 1972 stichtte Henriette ter ere van haar man het Leo Polakhuis in Amsterdam-Osdorp, onderdeel van Amstelring.
- Sinds 2004 bestaat de Leo Polak Scriptieprijs
- De Stichting Bijzondere Leerstoel Leo Polak heeft op de Rijksuniversiteit Groningen een Leo Polak-vrijdenkersleerstoel. Polak is afgebeeld op de gedenkramen in het Academiegebouw van de universiteit.